# تپه بختک قالاسی
تپه بختک قالاسی مربوط به هزاره اول (پیش از میلاد) - دوره اسلامی قرن ۶ تا ۸ ه.ق است و در شهرستان تکاب، بخش تخت سلیمان، دهستان افشار، روستای یولقون آغاج واقع شده است. این اثر در تاریخ ۳۰ دی ۱۳۸۵ با شمارهٔ ثبت ۱۶۷۸۴ به عنوان یکی از آثار ملی ایران به ثبت رسیده است.